# Metallo-enzym
Een metallo-enzym is een enzym met een metaal-ion als cofactor en heeft een katalytische werking.
Aardalkalimetalen, zoals calcium en magnesium, maar ook deels zink, zijn vaak verantwoordelijk voor de structuur en de vouwing van het proteïne zonder katalytisch te werken. Deze proteïnen worden metalloproteïnen genoemd.
Metalen kunnen bijdragen aan de stabilisering van de structuur van het enzym, maar zijn ook het actieve centrum bij een katalytische reactie. Het metaal-ion vormt een coördinatiecomplex met drie histidine-imidazool-liganden. De vierde coördinatiepositie wordt ingenomen door een labiel watermolecuul.

## Metalen met dezelfde functie
Enkele metalen hebben eenzelfde functie en kunnen elkaar vervangen. Dit betekent dat er bij verschillende organismen homologe enzymen zijn, die dezelfde functie hebben en waarbij een metaal vervangen kan worden door een ander metaal. De vervanging hangt vaak af van de beschikbaarheid van een metaal of van de ontwikkeling tijdens de evolutie. Een extreem voorbeeld hiervan is de bacterie Borrelia burgdorferi, die bij het ontbreken van ijzer mangaan als cofactor gebruikt. Een ander voorbeeld is de vervanging van ijzer-proteïnen door koper-proteïnen bij de zuurstofactivering. De aanwezigheid van zink-kationen duidt vaak op een Lewiszuurfunctie, bijvoorbeeld in peptidasen of in een zogenaamde "zinkvinger". De aanwezigheid van metaal-ionen is vaak noodzakelijk voor het functioneren van het enzym.

### Voorbeelden
- Urease bevat nikkel.
- Glutamatcysteïneligase kan mangaan, magnesium of koper bevatten.
- Acireducton-synthase in Klebsiella pneumoniae:
  - met ijzer of magnesium is het reactieprodukt 4-methylthio-2-ketobutyraat;
  - met nikkel is het 3-(methylthio)propionaat.[2]
- Fenylalaninehydroxylase bevat ijzer.
- Leucylaminopeptidase kan zink, kobalt, magnesium of mangaan bevatten.
- Lipoxygenase bevat eveneens ijzer.
- Superoxidedismutase bevat mangaan.
- Xanthine-oxidase bevat molybdeen en ijzer.
- Cytochroom-c-oxidase bevat koper en ijzer.

## Hydrogenasen
Hydrogenasen worden in drie typen ingedeeld naar het metaal op de actieve plaats:
- ijzer-ijzer hydrogenase,
- nikkel-ijzer hydrogenase en
- ijzer.[3]

De structuur van de actieve plaatsen van de drie typen hydrogenase enzymen.

Alle hydrogenasen katalyseren reversibel H2 opname. De [FeFe] en [NiFe] hydrogenasen zijn echte redox katalysatoren betrokken bij H2 oxidatie en H+ reductie
H2  2 H+ + 2 e−.
De [Fe] hydrogenasen katalyseren de reversibele heterolytische splitsing van H2.
H2  H+ + H−

## Carboanhydrasen
CO2 + H2O  H2CO3

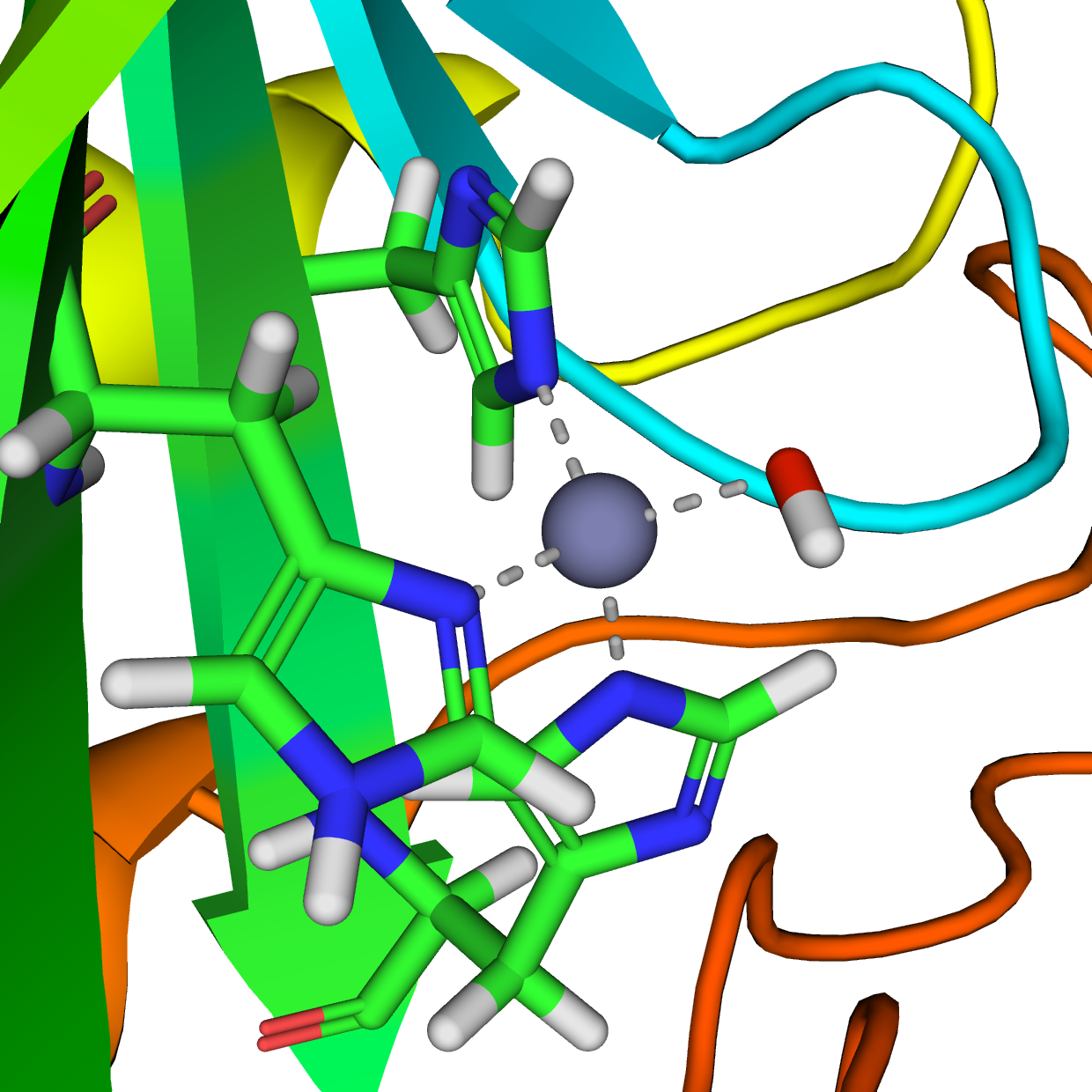
Actieve plaats van carboanhydrase II. De op de drie coördinatieposities (stippellijnen) zittende histidineresten zijn groen, hydroxide rood met het in het centrum zittende zink.

Deze reactie gaat zonder katalysator zeer langzaam, maar vrij snel bij aanwezigheid van het hydroxide ion
CO2 + OH−  HCO3−
Een vergelijkbare reactie gaat met carboanhydrase in bijna een oogwenk. De actieve plaats van het carboanhydrase bevat een zink-ion met op drie coördinatieposities imidazole stikstofatomen van de drie histidine eenheden. De vierde coördinatiepositie wordt ingenomen door een labiel watermolecuul. De vorm van het zink-ion is ongeveer tetraëdrisch. Het positief geladen zink-ion polariseert het op de vierde coördinatiepositie zittende watermolecuul en de nucleofilische reactie door het negatief geladen hydroxide deel van waterstofcarbonaat (carboanhydrase) verloopt snel. De katalyse vormt een waterstofcarbonaat-ion en een waterstofion volgens de evenwichtsreactie
H2CO3  HCO3− + H+ en
bevordert dissociatie van carbonzuur bij biologische pH-waarden.